# Lago di Tom
Der Lago di Tom (auch Tomsee oder Lago Tom) ist ein Bergsee in der Schweizer Gemeinde Quinto im Kanton Tessin.
Der See liegt auf einer Höhe von 2020 m ü. M. nördlich des Lago Ritóm in einer Senke, die von einem Gletscher geformt worden ist. Er ist rund 15 Meter tief und neun Hektar gross. Das Wasser fliesst durch eine Karsthöhle ab und tritt wenig südlich vom See wieder aus.
Der Lago di Tom ist bekannt für seinen weissen Sandstrand aus verwittertem Dolomit. Der helle zuckerkörnige Dolomit der Piora-Mulde („Zuckerdolomit“), der hier zutage tritt, bereitete den Erbauern des Gotthard-Basistunnels einige Kilometer östlich bei der Planung Sorgen.
Am See wurden Siedlungsspuren aus der Bronzezeit gefunden.
Im See gibt es Bachforellen, Seesaibling und Amerikanischer Seesaibling.
Am Südwestende stehen die Hütten der Alpe Tom. Westlich am See vorbei führt der Wanderweg vom Lago Ritóm nach Norden zur Cadlimohütte, der bei den Alphütten einen in West-Ost-Richtung verlaufenden Wanderweg kreuzt, der zur Alpe di Piora und zur Capanna Cadagno führt.